# اچ‌ام‌اس کی۲۶
اچ‌ام‌اس کی۲۶ (به انگلیسی: HMS K26) یک زیردریایی بود که طول آن ۳۵۱ فوت (۱۰۷ متر) بود. این زیردریایی در سال ۱۹۱۹ ساخته شد.